# Gerda Haßler

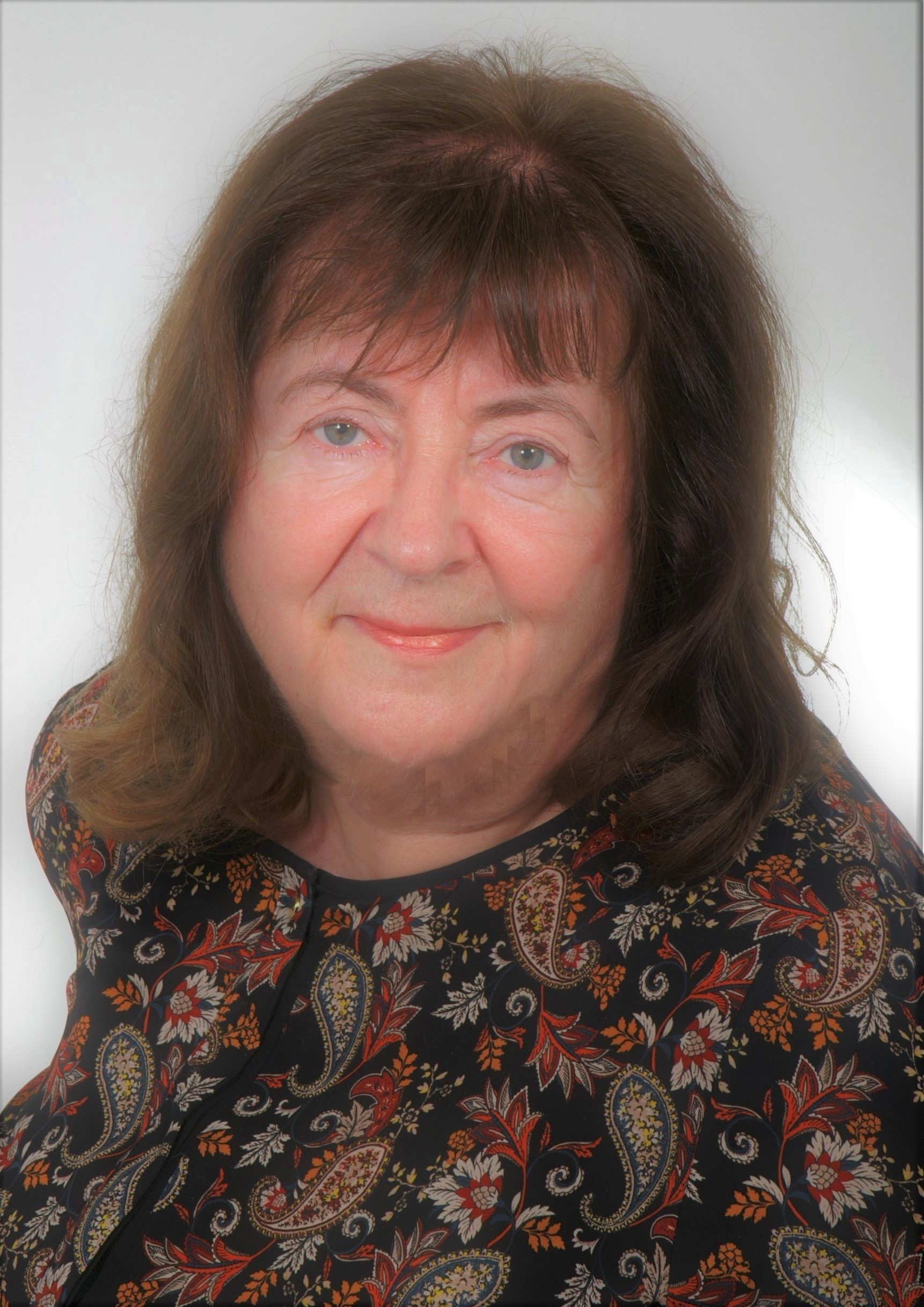
Gerda Haßler (2022)

Gerda Haßler (* 4. Juli 1953 in Werdau) ist eine deutsche Sprachwissenschaftlerin und Romanistin. Sie war von 1993 bis 2020 Professorin für Linguistik und angewandte Sprachwissenschaft an der Universität Potsdam. Seit 2021 ist sie Präsidentin der Leibniz-Sozietät der Wissenschaften zu Berlin.

## Leben und berufliche Laufbahn
Gerda Haßler wurde als Tochter des Diplom-Ingenieurökonomen Heinrich Haßler (1920–2004) und der Lehrerin Gerta Haßler, geb. Stefan (1924–2002) in Werdau in Sachsen geboren. Sie wuchs in Fraureuth auf, besuchte dort von 1959 bis 1967 die Schule und von 1967 bis 1971 die Erweiterte Oberschule „Alexander von Humboldt“ in Werdau. 
Danach studierte sie von 1971 bis 1974 Romanistik und Slavistik an der Martin-Luther-Universität Halle-Wittenberg (MLU). 1978 promovierte sie mit einer Arbeit zum Thema Zur Beschreibung des Einflusses der Sprache auf das Denken in Sprachtheorien des 18. Jahrhunderts im Fach Allgemeine Sprachwissenschaft bei Ulrich Ricken, Zweitgutachter war Georg Friedrich Meier. Sie war von 1974 bis 1978 Wissenschaftliche Mitarbeiterin an den Wissenschaftsbereichen Allgemeine Sprachwissenschaft und Slavistik der Martin-Luther-Universität; danach folgte eine Tätigkeit in außeruniversitären Praxisbereichen sowie ein postgraduales Studium an der Lomonossow-Universität Moskau. Bis 1982 war sie wissenschaftliche Mitarbeiterin an der Pädagogischen Hochschule „Ernst Schneller“ Zwickau. Danach erhielt sie eine B-Aspirantur (Habilitationsstipendium) an der Sektion Sprach- und Literaturwissenschaft der MLU.
1984 erfolgte ihre Habilitation mit einer Arbeit zum Thema der Entwicklung des semantischen Wertbegriffs in Sprachtheorien vom 18. bis zum 20. Jahrhundert im Fach Allgemeine Sprachwissenschaft (Gutachter: Ulrich Ricken, Werner Bahner, Christa Fleckenstein). 1985 wurde sie zur Hochschuldozentin am Institut für Romanistik der MLU in Halle ernannt. Sie leitete den Wissenschaftsbereich Romanistik (ab 1990 „Romanisches Seminar“) der Martin-Luther-Universität von 1985 bis 1992.
Nachdem sie 1992 auf den Lehrstuhl für Romanistik der Technischen Universität Dresden berufen worden war, erfolgte 1993 die Berufung auf die C4-Professur für Linguistik und angewandte Sprachwissenschaft (Romanistik) an dem neu gegründeten Institut für Romanistik der Universität Potsdam, wo sie seit dem Sommersemester 1993 tätig ist. Von 2001 bis 2006 war sie unter dem Rektorat von Wolfgang Loschelder als Prorektorin für Lehre und Studium der Universität Potsdam wirksam.
Von 2007 bis 2020 war sie Ko-Direktorin des von der Deutsch-Französischen Hochschule geförderten Doktorandenkollegs Kollokationen und Diskurstraditionen (Universität Potsdam-Universität Paris Nanterre).
Sie wirkte als Gutachterin in Akkreditierungsverfahren an deutschen Universitäten und für forschungsfördernde Organisationen im In- und Ausland.
Gerda Haßler ist assoziiertes Mitglied des Laboratoire de Recherche sur le Langage an der Université Clermont Auvergne und assoziiertes Mitglied der UMR 7114 Modèles Dynamiques Corpus (MoDyCo) an der Université Paris Nanterre.
Sie weilte zu Gast- und Vortragsaufenthalten in Frankreich, Spanien, Portugal, Italien, Großbritannien, Finnland, Russland, Peru, Argentinien, Tunesien, Israel, Rumänien, Kanada, China und in den USA.
Von ihren Doktoranden und Habilitanden wurden einige Professoren: Jenny Brumme, Carsten Sinner, Sybille Große, Cordula Neis, Kathleen Plötner.

## Forschungsschwerpunkte
Die Forschungen von Gerda Haßler betreffen vor allem folgende Forschungsfelder:
- Geschichte der Sprachwissenschaft und ihre Relevanz für gegenwärtige Sprachtheorien:

Zu diesem Schwerpunkt wurden vor allem sprachtheoretische und begriffsgeschichtliche Forschungen zum 17. und 18. Jahrhundert vorgelegt, die auch die Kontinuität bis in die Gegenwart berücksichtigen. Die Geschichte zentraler Theoreme des europäischen Strukturalismus, Terminologie- und Begriffsgeschichte in Grammatiken romanischer Sprachen, die Rezeption des Strukturalismus sowie methodologische Fragen der Historiographie der Linguistik wurden ebenfalls bearbeitet.
- Funktionale Kategorien und ihre Ausprägung in romanischen Sprachen:

Im Zentrum stehen dabei Kategorien wie Aspektualität, Temporalität, Modalität, Evidentialität, Verbalperiphrasen, Objektsprädikativa, Informationsstruktur sowie sekundäre Prädikation. Es wird die Repräsentanz des Sprechers in der Äußerung untersucht, die oft nicht prädikativ, sondern über zusätzliche Merkmale der Äußerung zu erkennen ist.
- Kollokationen und Diskurstraditionen:

Auf der Basis eines Verständnisses von Diskurstradition als Form der Historizität des Diskurses wird die Herausbildung und Festigung von Beziehungen miteinander auftretender Wörter korpusbasiert untersucht.

## Mitgliedschaften (Auswahl)
Seit 1990 war Gerda Haßler für mehrere wissenschaftliche Gesellschaften Mitglied in deren Beiräten und Vorständen:
- Mitglied des Vorstands des Deutschen Romanistenverbands
- Mitglied des Deutsch-Französischen Hochschulkollegs
- Kuratorium des Deutsch-Französischen Jugendwerks
- S.H.E.S.L. (Société d’Histoire et d’Épistémologie du Langage)
- Beirat des Forschungszentrums Europäische Aufklärung (Potsdam)
- Beirat der Historiographia Linguistica
- Stellvertretende Vorsitzende des Frankoromanistenverbands
- Vizepräsidentin und Mitglied des Vorstandes der Sociedad Española de Historiografía lingüística
- Präsidentin der 11. International Conference on the History of the Language Sciences (ICHoLS XI).

Sie ist Mitglied in wissenschaftlichen Organisationen:
- seit 2018 kooptiertes Mitglied der Gelehrtengesellschaft Leibniz-Sozietät der Wissenschaften zu Berlin e.V., seit 2021 deren gewählte Präsidentin.
- Beirat (Conseil d’administration) der SIHFLES (Société Internationale pour une Histoire du Français Langue Etrangère ou Seconde)
- Societas Linguistica Europaea
- Deutscher Romanistenverband
- Deutscher Hispanistenverband
- Frankroromanistenverband
- Lusitanistenverband

und in weiteren.

## Ausgewählte Publikationen
Gerda Haßler hat mehr als 420 Publikationen veröffentlicht, darunter 6 Monographien und 24 Sammelbände. Sie ist seit 2006 Herausgeberin der Zeitschrift Beiträge zur Geschichte der Sprachwissenschaft, Mitherausgeberin der Buchreihen Studium Sprachwissenschaft bei Nodus Publikationen Münster und Potsdamer Linguistische Forschungen sowie Linguistica Philologica beim internationalen Peter Lang Verlag, Frankfurt am Main, außerdem Mitglied der Editorial Boards mehrerer Fachzeitschriften.
- Sprachtheorien der Aufklärung zur Rolle der Sprache im Erkenntnisprozess. Akademie-Verlag, Berlin 1984, 195 S.
- Der semantische Wertbegriff in Sprachtheorien vom 18. bis zum 20. Jahrhundert. Akademie-Verlag, Berlin 1991, 350 S.
- Texte im Text: Untersuchungen zur Intertextualität und ihren sprachlichen Formen. Nodus, 1997.
- Sprachdiskussion und Beschreibung von Sprachen im 17. und 18. Jahrhundert. Nodus, 1999.
- Johann August Eberhard (1739–1809) – ein streitbarer Geist an den Grenzen der Aufklärung. Hallescher Verlag, 2000.
- Lexikon sprachtheoretischer Grundbegriffe des 17. und 18. Jahrhunderts. 2 Bände. de Gruyter, Berlin 2009, ISBN 978-3-11-017925-5.
- Nationale und transnationale Perspektiven der Geschichte der Sprachwissenschaft: Beiträge zur XI. Internationalen. Nodus 2011.
- Gerda Haßler, Cordula Neis (Hrsg.): Oralité(s) et écriture(s). Actes du colloque du collège doctoral «Syntagmes et locutions dans la phrase et dans le discours» — Potsdam, 23 à 25 septembre 2010. (= Studium Sprachwissenschaft. Beihefte. 41). Nodus Publikationen, Münster 2012, ISBN 978-3-89323-141-6.
- Gerda Haßler (Hrsg.): Metasprachliche Reflexion und Diskontinuität. Wendepunkte – Krisenzeiten – Umbrüche. Nodus Publikationen, Münster 2015, ISBN 978-3-89323-017-4.
- María Luisa Calero Vaquera, Gerda Haßler (Hrsg.): La historiografía de la lingüística y la memoria de la lingüística moderna (= Studium Sprachwissenschaft. Beihefte. 43). Nodus Publikationen, Münster 2016, ISBN 978-3-89323-143-0.
- Temporalität, Aspektualität und Modalität in romanischen Sprachen. Walter de Gruyter, Berlin/Boston 2016, ISBN 978-3-11-031029-0.
- Gerda Haßler, Barbara Schäfer-Prieß (Hrsg.): Contactos linguísticos na sequência da expansão portuguesa. (= Iberolinguistica. Studien zur Sprach- und Kulturwissenschaft. Band 5). Peter Lang, Berlin / Bern / Bruxelles / New York / Oxford / Warszawa / Wien 2021, ISBN 978-3-631-80722-4.
- Gerda Haßler, Sylvie Mutet (Hrsg.): Manuel des modes et modalités. (= Manuals of Romance Linguistics. Volume 29). Walter de Gruyter, Berlin/Boston 2022, ISBN 978-3-11-054927-0.
- Le contexte en question, sous la direction de Gerda Haßler. London: ISTE Editions 2024. Série les concepts fondateurs de la philosophie du langage. Volume 10. ISBN 978-1-83612-003-2

Mitautorin (Auswahl)
- Regards sur l’histoire de l’enseignement des langues étrangères: Actes de la Section 8 du Romanistentag de Potsdam. 1995.
- Kontinuität und Innovation: Studien zur Geschichte der romanischen Sprachforschung vom 17. bis zum 19. Jahrhundert. Nodus 1997.
- Werner Krauss: Wege – Werke – Wirkungen. Berliner Wissenschafts-Verlag, 1999.
- Formen der Aufklärung und ihrer Rezeption. Festschrift für Ulrich Ricken von Reinhard Bach, Stauffenburg Verlag, 1999.
- Geschichte des Sprachbewusstseins in romanischen Ländern. Nodus, 2000.
- Sprachkontakt und Sprachvergleich. Nodus, 2001.
- expressis verbis – Philosophische Betrachtungen. Festschrift für Günter Schenk zum fünfundsechzigsten Geburtstag. Hallescher Verlag, 2003.
- History of Linguistics in Texts and Concepts / Geschichte der Sprachwissenschaft in Texten und Konzepten. Nodus, 2004.
- Der Sprachwissenschaftler Ulrich Ricken. 2012.
- Variatio verborum: Strukturen, Innovationen und Entwicklungen im Wortschatz romanischer Sprachen: Festschrift. Nodus, 2013.

## Auszeichnungen
- 2008 Chevalier dans l’ordre des Palmes Académiques (Ritterin)